# Новоукраїнська сільська рада (Ріпкинський район)
Новоукраї́нська сільська́ ра́да — адміністративно-територіальна одиниця та орган місцевого самоврядування в Ріпкинському районі Чернігівської області. Адміністративний центр — село Новоукраїнське.

## Загальні відомості
Новоукраїнська сільська рада утворена у 1921 році.
- Територія ради: 18,9 км²
- Населення ради: 354 особи (станом на 2001 рік)

## Населені пункти
Сільській раді підпорядковані населені пункти:
- с. Новоукраїнське

## Склад ради
Рада складається з 12 депутатів та голови.
- Голова ради: Прокопенко Віктор Володимирович
- Секретар ради: Гунська Олена Петрівна

### Керівний склад попередніх скликань
| Прізвище, ім'я, по батькові     | Основні відомості                                                                      | Дата обрання | Дата звільнення |
| ------------------------------- | -------------------------------------------------------------------------------------- | ------------ | --------------- |
| Прокопенко Віктор Володимирович | Сільський голова, 1967 року народження, освіта вища, член Народної партії              | 26.03.2006   | 31.10.2010      |
| Прокопенко Віктор Володимирович | Сільський голова, 1967 року народження, освіта вища, член Комуністичної партії України | 31.10.2010   |                 |

Примітка: таблиця складена за даними сайту Верховної Ради України

### Депутати
За результатами місцевих виборів 2010 року депутатами ради стали:

#### За суб'єктами висування
| Суб'єкт висування                                       | Кількість обраних депутатів | %    |
| ------------------------------------------------------- | --------------------------- | ---- |
| Партія регіонів                                         | 8                           | 66,7 |
| Народна партія                                          | 2                           | 16,7 |
| Політична партія Всеукраїнське об'єднання «Батьківщина» | 2                           | 16,7 |

#### За округами
| № округу                                                | Прізвище, ім'я, по батькові      | Дата визнання обраним | Освіта  | Партійна приналежність | Відомості про обраного депутата                              |
| ------------------------------------------------------- | -------------------------------- | --------------------- | ------- | ---------------------- | ------------------------------------------------------------ |
| Народна Партія                                          |                                  |                       |         |                        |                                                              |
| 7                                                       | Мороз Леонід Васильович          | 01.11.2010            | середня | член Народної партії   | СГ «Пролісок», різноробочий                                  |
| 9                                                       | Велігорська Ольга Михайлівна     | 01.11.2010            | середня | позапартійна           | територіальний центр, соціальний працівник                   |
| Партія регіонів                                         |                                  |                       |         |                        |                                                              |
| 2                                                       | Уланович Вікторія Іванівна       | 01.11.2010            | середня | член Партії регіонів   | Новоукраїнське відділення зв'язку, завідувачка               |
| 3                                                       | Собецький Євген Олександрович    | 09.01.2011            | середня | член Партії регіонів   | сільський клуб, завідувач                                    |
| 4                                                       | Гунська Олена Петрівна           | 01.11.2010            | вища    | член Партії регіонів   | Новоукраїнська сільська рада, секретар сільської ради        |
| 5                                                       | Новалов Валерій Юрійович         | 01.11.2010            | середня | член Партії регіонів   | тимчасово не працює                                          |
| 8                                                       | Рекун Лідія Володимирівна        | 01.11.2010            | середня | член Партії регіонів   | Новоукраїнська ДЛВМ, лікар                                   |
| 10                                                      | Уланович Юрій Володимирович      | 01.11.2010            | середня | член Партії регіонів   | Бобровицький молокозавод, приймальник молока                 |
| 11                                                      | Скосерев Олександр Олександрович | 01.11.2010            | середня | член Партії регіонів   | тимчасово не працює                                          |
| 12                                                      | Литвин Наталія Анатоліївна       | 01.11.2010            | середня | член Партії регіонів   | Новоукраїнська сільська рада, головний бухгалтер             |
| Політична партія Всеукраїнське об'єднання «Батьківщина» |                                  |                       |         |                        |                                                              |
| 1                                                       | Коробко Олена Василівна          | 01.11.2010            | середня | позапартійна           | Новоукраїнська бібліотека, завідувачка бібліотеки            |
| 6                                                       | Лемешко Інна Михайлівна          | 01.11.2010            | середня | позапартійна           | загальноосвітня школа с. Новоукраїнська, технічна працівниця |